# HC Berounští Medvědi
Le HC Berounští Medvědi est un club de hockey sur glace de Beroun en République tchèque. Il évolue dans le Championnat de Prague, une ligue régionale tchèque.

## Historique
Le club est créé en 1933.

## Palmarès
- Vainqueur de la 2.liga : 1993.